# بندزن‌مرغ
بندزن‌مرغ (به انگلیسی: Tinkerbirds) یا ریش‌مرغ‌های بندزن (به انگلیسی: Tinker barbets) از پرندگان سردهٔ (نام علمی: Pogoniulus) از خانوادهٔ ریش‌مرغان آفریقایی از گنجشک‌سانان نزدیک هستد که قبلاً در خانوادهٔ ریش‌مرغان آمریکایی و گاهی اوقات در خانوادهٔ توکان در نظر گرفته می‌شد. پرندگان بندزن به‌طور گسترده در مناطق گرمسیری آفریقا پراکنده هستند.